# Vicent Turigi
Vicent Turigi (Catadau, m. s. segle xvi - València, 16 de desembre de 1609) va ser un rei morisc d'Aiora.

## Biografia
En el moment de la promulgació de l'edicte d'expulsió de Felip III, els moriscs, majoria a zones com la Vall d'Aiora-Cofrents i la Vall de Laguar, es van alçar i van triar com a rei a Vicent Turigi (Texixi). Turigi deia descendir dels reis moros de Xàtiva i la seua cerimònia d'entronització es va dur a terme a la plaça de Cortes per mitjà d'un besamans. Va adquirir un exèrcit, amb les muntanyes de Cortes de Pallars com a feu, i unes 20.000 persones van prendre refugi allà. Després de resistir en va a les tropes castellanes, va ser capturat en una cova prop de Catadau. Els espanyols l'executaren el 16 de desembre de 1609, després de torturar-lo.
Poc després, els seus 3.000 homes van anar a la Mola de Cortes, que va ser el seu últim refugi, no lluny de Xalans. Darrere d'esta empinada fortalesa natural, van fer resistència a les tropes castellanes i els seus auxiliars italians en poder del capità Don Agustín Mejía.